# Jacquette de Montbron
Jacquette de Montbron est une architecte du XVIe siècle, dame d'honneur des reines Catherine de Médicis et de Louise de Lorraine, belle-sœur de Brantôme.

## Biographie
En 1558, elle épouse André de Bourdeille, avec qui elle a six enfants et qui meurt en 1582 en la laissant responsable de ses biens. Elle fait construire un château à Matha en s'inspirant de normes architecturales italiennes qu'elle avait lues dans les livres de Sebastiano Serlio.
Elle fait partie des favorites de la reine-mère Catherine de Médicis en 1587 puis retourne sur ses terres en 1588. La cour qu'elle réunit alors compte son beau-frère Brantôme et Jean de Champagnac. Pendant les guerres de religion, elle est assiégée dans son château de Matha par le prince de Condé en 1588 et refuse de lui livrer des catholiques réfugiés chez elle.

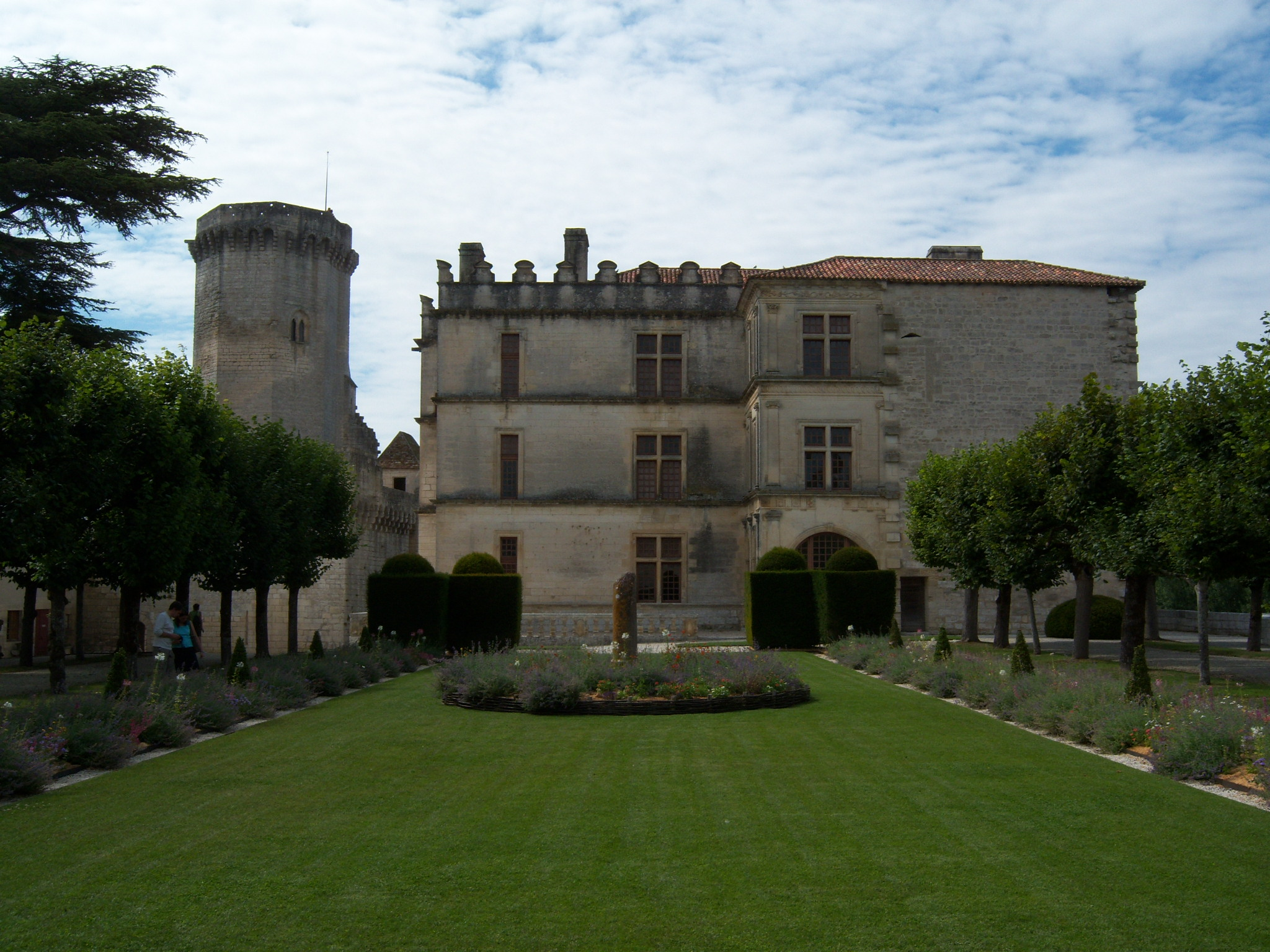
Le palais Renaissance de Bourdeilles

Elle reçoit en 1589 un legs de 4 000 écus de la reine et l'utilise pour la construction d'un château de style Renaissance près de l'ancien à Bourdeilles, dans le Périgord, qu'elle dirige elle-même,. Les influences italiennes y sont plus fortes qu'à Matha, notamment car Jacquette de Montbron bénéficie de son passage à la cour.
Elle meurt le 28 juin 1598 et son oraison funèbre est écrite par son beau-frère, l'écrivain Brantôme.